# Shay Elliott Memorial Race
Le Shay Elliott Memorial Race est une course cycliste irlandaise d'une journée disputée au printemps autour de la ville de Bray, dans le comté de Wicklow. Créée en 1958, elle rend hommage à l'ancien cycliste professionnel irlandais Seamus Elliott
Il s'agit de la course la plus prestigieuse du calendrier national irlandais. 

## Présentation
La course est créée en 1958 sous l'impulsion de Joe Loughman, dirigeant au Bray Wheelers Cycling Club. Elle est initialement dénommée "Route de Chill Mhantáin". À la fin des années 1960, elle est renommée Shay Elliott Trophy en l'honneur de Seamus Elliott, le premier Irlandais à porter le maillot jaune du Tour de France. Le vainqueur de cette première édition ainsi renommée a été récompensé par Elliott lui-même. Après la mort de ce dernier en 1971, la course est rebaptisée "Shay Elliott Memorial Race",,.
L'Elliott est considérée comme la course d'une journée la plus importante en Irlande après le championnat national sur route. Le parcours, qui commence et se termine à Bray, est composé d'une boucle escarpée qui traverse les montagnes de Wicklow, parmi lesquelles les montées de Wicklow Gap et du Glenmalure. 
Des figures majeures du cyclisme irlandais s'y sont imposées comme Sean Kelly (seul coureur à avoir remporté la course en tant que junior), Peter Crinnion, Patrick McQuaid, Philip Cassidy, Martin Earley, David McCann ou encore Ciarán Power.
Jusqu'en 2001, la « Shay Elliott Memorial Race » est une compétition ouverte seulement aux coureurs irlandais.

## Palmarès
| Année | Vainqueur           | Deuxième            | Troisième            |
| ----- | ------------------- | ------------------- | -------------------- |
| 1958  | John Lackey (en)    |                     |                      |
| 1959  | Peter Crinnion      |                     |                      |
| 1960  | Vinny Higgins       |                     |                      |
| 1961  | Paul Elliott        |                     |                      |
| 1962  | Paul Elliott        |                     |                      |
| 1963  | Vinny Higgins       |                     |                      |
| 1964  | Noel O'Neill        |                     |                      |
| 1965  | Terry Colbert       |                     |                      |
| 1966  | Morris Foster (en)  |                     |                      |
| 1967  | Hugh Davis          |                     |                      |
| 1968  | Peter Doyle (en)    | Paddy Flanagan (en) | Harry Dawson         |
| 1969  | Terry Colbert       | Dave Cusack         | Harry Dawson         |
| 1970  | Joe Smyth           | Terry Colbert       | Denis Brennan        |
| 1971  | Joe Smyth           |                     |                      |
| 1972  | Patrick McQuaid     | Peter Doyle (en)    | Dave Beattie         |
| 1973  | Peter Doyle (en)    | Sean Lally          | Paddy Davis          |
| 1974  | Sean Kelly          | Arthur Cunningham   | Alan McCormack (en)  |
| 1975  | Sean Kelly          |                     |                      |
| 1976  | Alan McCormack (en) | Tony Lally (en)     | Arthur Cunningham    |
| 1977  | Mick Nulty          |                     |                      |
| 1978  | Billy Kerr (en)     |                     |                      |
| 1979  | Peter Morton        | Lenny Kirk          | Tony Ryan            |
| 1980  | Alan McCormack (en) |                     |                      |
| 1981  | Martin Earley       |                     |                      |
| 1982  | Philip Cassidy (en) |                     |                      |
| 1983  | Raphael Kimmage     | Tony Murphy         | David Gardiner       |
| 1984  | John Shortt         |                     |                      |
| 1985  | Frank Relf          |                     |                      |
| 1986  | John Shortt         |                     |                      |
| 1987  | Tony O'Gorman       |                     |                      |
| 1988  | Paul McCormack (en) |                     |                      |
| 1989  | Paul McQuaid (en)   |                     |                      |
| 1990  | Darach McQuaid      |                     |                      |
| 1991  | Colm Maye           |                     |                      |
| 1992  | Robert Power (en)   |                     |                      |
| 1993  | Kevin Kimmage (en)  |                     |                      |
| 1994  | Mark Kane (en)      |                     |                      |
| 1995  | Richie McCauley     |                     |                      |
| 1996  | David McCann        |                     |                      |
| 1997  | Ciarán Power        |                     |                      |
| 1998  | Michael O'Donnell   |                     |                      |
| 1999  | Brian Kenneally     |                     |                      |
| 2000  | Stephen O'Sullivan  |                     |                      |
| 2001  | David Peelo         |                     |                      |
| 2002  | Mark Lovatt (en)    | Kevin Dawson        | Richard Cahill       |
| 2003  | Alessandro Guerra   | Eugene Moriarty     | Richard Cahill       |
| 2004  | David O'Loughlin    | Malcolm Elliott     | Mark Lovatt (en)     |
| 2005  | Kevin Dawson        | John Tanner (en)    | David McCann         |
| 2006  | Andrew Roche        | Malcolm Elliott     | Connor Murphy        |
| 2007  | Malcolm Elliott     | Paul Griffin        | Andrew Roche         |
| 2008  | David O'Loughlin    | Peter Williams      | Paul Griffin         |
| 2009  | Matt Cronshaw       | Dan Craven          | Paul Griffin         |
| 2010  | Dan Craven          | Dean Windsor (en)   | Matt Cronshaw        |
| 2011  | Tim Barry           | Mark Dowling        | Jake Tanner          |
| 2012  | Philip Lavery       | Kieran Friend       | Ryan Sherlock        |
| 2013  | Connor Murphy       | Thomas Martin       | Eoin Morton          |
| 2014  | Damien Shaw         | Eddie Dunbar        | Danny Bruton         |
| 2015  | Martyn Irvine       | Alastair Macaulay   | Sean McKenna         |
| 2016  | Marc Potts          | Craig McAuley       | Conor Hennebry       |
| 2017  | Darnell Moore       | Angus Fyffe         | Mark Dowling         |
| 2018  | Ronan McLaughlin    | Matteo Cigala       | Cathal Purcell       |
| 2019  | Ronan McLaughlin    | Cian Keogh          | Dermot Trulock-White |
| 2020  | Non disputé         |                     |                      |
| 2021  | Matthew Teggart     | Daire Feeley        | Craig McAuley        |
| 2022  | Dean Harvey         | Mark Dowling        | Darnell Moore        |
| 2023  | Conn McDunphy       | Gareth O'Neill      | Mark Dowling         |
| 2024  | Mark Dowling        | Conn McDunphy       | Johannes Rom Dahl    |
| 2025  | Ronan O'Connor      | Gareth O'Neill      | Ruairí Byrne         |